# Fréquence Plus (radio)
 (février 2018).
Si vous disposez d'ouvrages ou d'articles de référence ou si vous connaissez des sites web de qualité traitant du thème abordé ici, merci de compléter l'article en donnant les références utiles à sa vérifiabilité et en les liant à la section « Notes et références ».
 (décembre 2024).
Fréquence Plus est une station de radio musicale régionale française de catégorie B diffusant ses programmes en Bourgogne-Franche-Comté en FM, DAB + sur Dijon étendu et Besançon étendu, à Strasbourg en Alsace en DAB+, en IP digital, sur les applications Les Indes Radio, Radioplayer France et sur le site web frequenceplus.fr. Elle est membre du GIE Les Indés Radios et du Syndicat des radios indépendantes (SIRTI).
Frequence Plus est détenue par le groupe Propul's detenu à 100 % par son fondateur Anthony Eustache.

## Historique
Cette radio est créée à Dole en 1986, fondée par Maurice Eustache. Elle couvre alors tout le département du Jura, où elle est leader en audience car les réseaux nationaux ont longtemps été absents dans ce département.
En 2002, elle obtient la fréquence de 95,4 MHz pour émettre depuis Dijon, en Côte d'Or, sur la radio FM.
En 2008, la station est rachetée par Anthony Eustache, fils de Maurice, qui continue le développement initié par son père.
Le 1er février 2014, Fréquence Plus reprend la radio RTS au Creusot et s'étend en Bourgogne, via cette syndication de programme autorisée par le CSA. « RTS programme Fréquence Plus » propose un programme local entre 9h et 15h sur sa fréquence FM au Creusot. Elle deviendra « Fréquence Plus Saône et Loire » le 11 décembre 2017 après l'accord du CSA.
En mai 2015, Fréquence Plus postule pour une fréquence à Besançon en lors d'un appel à candidatures partiel, et doit essuyer un échec. Le CSA, via le Comité Technique Audiovisuel (CTA) de Dijon attribue en effet la seule fréquence disponible à une autre radio commerciale de catégorie B, le réseau Plein Air, qui se développe sur le Doubs.
Le 25 juin 2015, la radio inaugure de nouveaux locaux sur 500 m².
Avec un investissement de plus de 800 000 euros, elle entend rester la première radio du Jura et se donner les moyens de réussir sa transition vers le numérique.
Maurice Eustache, son fondateur, est décédé le 11 novembre 2015.

## Identité de la station

### Siège
Le siège de la radio se situe au numéro 26 de l'Avenue Maréchal Juin à Dole dans le Jura.
Depuis Novembre 2024, la radio a déménagé au 56 Av Maréchal de Lattre de Tassigny à Dole dans l'immeuble de son groupe Propul's.

### Logos

Ancienne version de 1986 à 2008
Logo actuel depuis 2008

### Affiliations
Fréquence Plus est membre du SIRTI et du GIE Les Indés Radios.

### En modulation de fréquence
La radio utilise la modulation de fréquence pour diffuser ses programmes en Bourgogne-Franche-Comté, avec notamment la couverture de Autun, Auxonne, Beaune, Bientôt Besançon, Chalon-sur-Saône, Champagnole, Cosne-Cours-sur-Loire, Dijon, Dole, Lons-le-Saunier, Morez, Montceau-les-Mines, Poligny, Saint-Claude et Le Creusot.
Bourgogne :
- Autun 98.1
- Beaune 99.9 FM
- Chalon-sur Saône 94.0 FM
- Cosne-Cours-sur-Loire 104.2 FM
- Dijon 95.4 FM
- Le Creusot 97.6 FM
- Montceau-les-Mines 97.6 FM

Franche Comté :
- Champagnole 92.1 FM
- Besançon 97,3  FM
- Dôle 92.6 FM
- Les Rousses 90.3 FM
- Lons-le-Saunier 98.0 FM
- Morez 90.3 FM
- Poligny 95.2 FM
- Saint-Claude 88.3 FM

### Par la radio numérique terrestre
- Strasbourg DAB+
- Besançon DAB+
- Chalon Sur Saône DAB+
- Dijon DAB+
- Beaune DAB+